# Centro Universitário Módulo
O Centro Universitário Módulo é uma universidade privada localizada em Caraguatatuba, São Paulo, Brasil, e fundada em 1988. Atualmente faz parte do grupo Cruzeiro do Sul Educacional, tendo sido adquirida pelo grupo no ano de 2007.

## Histórico
A instituição teve origem no final da década de 1980, sendo inicialmente formulada como a Faculdade de Educação de Caraguatatuba, prevista a oferecer apenas o curso Pedagogia, e autorizada a funcionar pelo Decreto Nº 95.489, de 14 de dezembro de 1987. No mesmo ano, o Ministério da Educação aprovou também o curso de Letras, tornando-a a Faculdade de Educação e Letras de Caraguatatuba, a qual iniciou suas atividades no ano seguinte, se tornando a primeira instituição de ensino superior no Litoral Norte de São Paulo. O funcionamento do curso de Letras foi autorizado em 1989, por meio do Decreto Nº 97.569, de 9 de março de 1989.
Em 2 de setembro de 1998, a Faculdade de Educação e Letras de Caraguatatuba fundiu-se a Faculdade de Ciências Contábeis e Administrativas do Litoral Norte, ambas localizadas em Caraguatatuba, formando as Faculdades Integradas Módulo.
Em 1999, o curso de Letras das Faculdades Integradas Módulo recebeu nota mínima E do Ministério da Educação, com base nos resultados do Exame Nacional de Cursos daquele ano (atual Exame Nacional de Desempenho dos Estudantes). No ano anterior, o mesmo curso havia recebido nota C. Por outro lado, o curso de Administração de Empresas recebeu nota superior ao exame anterior, subindo de C para B.
Em 2008, já oferecia o curso superior de tecnologia em Turismo, formando uma turma de 18 tecnólogos naquele ano. Em 2009, os estudantes daquele curso realizaram um estágio a bordo de um navio cruzeiro, por meio de uma parceria com a empresa operadora de turismo CVC.
Em 2012, os cursos da instituição receberam a média de 3 de 5 em uma avaliação do Ministério da Educação, sendo considerado "satisfatório". Em 2017, seu curso de Jornalismo recebeu nota 2 de 5, sendo considerado "insuficiente".
Em julho de 2019, oito alunos e três professores da instituição foram selecionados para participarem do Projeto Rondon, uma iniciativa do Ministério da Defesa para realização de trabalhos humanitários em comunidades carentes pelo Brasil. A equipe do Módulo foi enviada a São José do Piauí, junto de um grupo da Pontifícia Universidade Católica do Rio Grande do Sul. Um dos alunos do Módulo ganhou um prêmio de fotografia em um congresso promovido pelo projeto.
Em 2020, em meio à pandemia de COVID-19 no Brasil, foi obrigada pela 1ª Vara Cível de Caraguatatuba a reduzir o custo de suas mensalidades em 30%, após requerimento do Ministério Público do Estado de São Paulo e reclamações de estudantes ao órgão e ao Programa de Proteção e Defesa do Consumidor (PROCON).
Em 2022, a instituição foi um dos alvos de um processo movido pelo Ministério Público na cidade de Caraguatatuba por falta de acessibilidade em seus edifícios.
Em 2023, após o anúncio do encerramento da Faculdade de São Sebastião (FASS), de São Sebastião, este também pertencente à Cruzeiro do Sul Educacional, os alunos da faculdade foram oferecidos a opção de se transferirem ao Módulo.